# IKKA
Az IKKA (teljes nevén IBUSZ Külföldi Kereskedelmi Akció) ajándék- illetve segélyközvetítő intézmény volt a Magyar Népköztársaságban, amelynek segítségével a nyugati országokban élő magyarok rokonaiknak illetve barátaiknak ajándékcsomagot vagy pénzt küldhettek.